# グレン・ブランカ
グレン・ブランカ（Glenn Branca、1948年10月6日 - 2018年5月13日）は、アメリカ合衆国の実験音楽の作曲家。

## 略歴
1948年10月6日生まれ。当初はテープコラージュの作家であったが、やがてエレキギターアンサンブルに移る。ブランカはアメリカのミニマル・ミュージックを先導した存在として名高いものの、ブランカの功績は純正律から派生した様々な微分音程と強大すぎる音圧にあった。ハーモニクスを出しやすくするための特別な駒をギターに当てる「ハーモニック・ギター」も彼の考案だが、ヨーロッパの現代音楽の複雑さや難解さとは一貫して無縁の音楽を作曲し続けている。「Symphony No. 1 Tonal Plexus」はジェラール・グリゼーのようにEを基準とした音程を積み重ねるものの、四拍は完全に固定されており、ドラムスが加わって高揚してもなおEのコードを鳴らし続ける。その後基準音はGほかに変更されるものの、原則的には一つのユニットを際限なく反復し続けるため、スティーブ・ライヒやフィリップ・グラスとは異なった呪術的な雰囲気が醸し出される。
「Symphony No.3 (Gloria)」は、第128倍音までの部分音から生まれる微分音階を一オクターブに詰め込み、その組み合わせのコード列のみで完成させた特異に単純化された作品である。後にはオクターブや純正三和音による繊細な持続も見られるが、「Symphony 1」で見られる簡素で巨大な表現は失われていない。その後、「Symphony 5」では特殊なチューニングによるエレキギターの連打でノイズ音楽と変わらないほどにまで純正律の共鳴が推し進められた結果、初期のミニマル・ミュージック的な感覚は後退して強大な音圧のみが4つ打ちで迫るだけである。
その後もエレキギター100台のための「Symphony No.13」ではその場にいる観客のみが実際の音楽を堪能できる、一種の「録音不可能音楽」へ到達しており、ヨーロッパの書法偏重の前衛音楽に一石を投じるものとなっている。4拍のみで音楽を構成する方針は現在も健在で、なくなるまで精力的に演奏と作曲活動を行っていた。ブランカは「最も音の大きなミニマル・ミュージックのアーティスト」としてその名を知られている。その膨れ上がった過剰な音圧から「ミニマリズムではなくトータリズムの生みの親」と言われることも多い。

## ディスコグラフィ

### アルバム
- Lesson No. 1 (1980年、99 Records) ※EP
- The Ascension (1981年、99 Records)
- Who You Staring At? (1982年、GPS) ※ジョン・ジョルノとのスプリット・アルバム。「Bad Smells」を収録
- Chicago 82 – A Dip in the Lake (1983年、Crepuscule) ※オムニバス・カセット。「Excerpt from Symphony No. 2: The Peak of the Sacred」を収録
- Symphony No. 3 (Gloria) (1983年、Atavistic)
- Symphony No. 1 (Tonal Plexus) (1983年、ROIR)
- The Belly of an Architect (1987年、Crepuscule)
- Symphony No. 6 (Devil Choirs at the Gates of Heaven) (1989年、Blast First/Atavistic)
- Symphony No. 2 (The Peak of the Sacred) (1992年、Atavistic)
- The World Upside Down (1992年、Crepuscule)
- The Mysteries (Symphonies Nos. 8 & 10) (1994年、Blast First/Atavistic)
- Century XXI USA 2-Electric/Acoustic (1994年、New Tone) ※オムニバス。「Les Honneurs Du Pied」を収録
- 『交響曲第9番「未来のイヴ」+フリーフォーム』 - Symphony No. 9 (l'eve future) (1995年、Point)
- Just Another Asshole (1995年、Atavistic) ※オムニバス。「Faspeedelaybop」を収録
- Songs '77–'79 (1996年、Atavistic)
- Symphony No. 5 (Describing Planes of an Expanding Hypersphere) (1999年、Atavistic)
- Empty Blue (2000年、In Between)
- Renegade Heaven (2000年、Cantaloupe) ※Bang on a Canのアルバム。「Movement Within」を収録
- The Mothman Prophecies [Soundtrack] (2002年、Lakeshore) ※映画『プロフェシー』サントラ。約1分の「Collage」を収録
- Indeterminate Activity of Resultant Masses (2007年、Atavistic) ※1982年録音
- The Ascension: The Sequel (2010年、Systems Neutralizers)
- Symphony No. 7 (Graz) (2011年、Systems Neutralizers)
- Symphony No. 13 (Hallucination City) For 100 guitars (2015年、Atavistic) ※2008年録音
- The Third Ascension (2019年、Systems Neutralizers) ※2016年録音

## 関連文献
- Branca, Glenn (November 1979). New York: Rhys Chatham. New York Rocker, 16.
- Cole Gagne: "Glenn Branca", Grove Music Online, ed. L. Macy (Accessed January 1, 2006),(subscription access)
- John Rockwell: "All American Music" (Knopf, 1983)
- John Schaeffer: "New Sounds" (Harper and Row, 1987)
- Tom Johnson: "The Voice Of New Music" (Het Apollohuis, 1989)
- Cole Gagne: "Sonic Transports" (De Falco, 1990)
- Cole Gagne: "Soundpieces II" (Scarecrow Press, 1992)
- Geoff Smith and Nicola Walker: "New Voices" (Amadeus Press, 1995)
- William Duckworth: "Talking Music" (Schirmer, 1995)
- Bart Hopkin: "Musical Instrument Design" (See Sharp Press, 1996)
- Kyle Gann: "American Music in The 20th Century" (Schirmer, 1997)
- Bill Milkowski: "Rockers, Jazzbos and Visionaries" (Billboard Books, 1998)
- Roni Sarig: "The Secret History Of Rock" (Billboard Books, 1998)
- Bill Martin: "Avant Rock" (Open Court, 2002)